# Centro de Atención a la Salud Mental de Albacete
El Centro de Atención a la Salud Mental de Albacete es un hospital psiquiátrico público del Servicio de Salud de Castilla-La Mancha (Sescam) situado en la ciudad española de Albacete.

## Historia
En 1968 se comenzó a discutir la necesidad de crear un hospital psiquiátrico en la ciudad de Albacete que permitiera que los enfermos mentales dejaran de ser una carga para sus familias, así como configurar un moderno centro que estuviese alejado del concepto de manicomio de la época. El hospital, que recibió el nombre de Hospital Psiquiátrico Virgen de la Purificación, más conocido como Las Tiesas, se construyó en una finca situada a las afueras de la ciudad con un presupuesto de 125 millones de pesetas, siendo inaugurado el 30 de mayo de 1974 por los reyes de España Sofía y Juan Carlos, que por entonces eran príncipes. El centro se concibió como un grandioso complejo sanitario, que sería uno de los mejores y más avanzados de Europa.
Tras 30 años de historia, el Hospital Psiquiátrico Virgen de la Purificación fue reemplazado por el llamado Centro de Atención a la Salud Mental, que abrió sus puertas en 2006 tras la construcción de su nuevo edificio situado junto al Colegio Público de Educación Especial Eloy Camino y al Centro Asociado UNED de Albacete, entre otros centros.

## Situación y accesos
El Centro de Atención a la Salud Mental de Albacete se encuentra ubicado entre las calles Travesía de la Igualdad, por donde tiene su entrada, y la Avenida de La Mancha, en la Segunda Circunvalación de Albacete, en un área de servicios que comprende además los siguientes centros: el Centro Asociado UNED de Albacete, el Centro de Educación Especial Eloy Camino, el Centro de Recuperación de Personas con Discapacidad Física de Albacete (CRMF) y AFAEPS (Asociación de Amigos y Familiares de Personas con Enfermedad Mental de Albacete).

### Transporte público
En autobús urbano, el centro hospitalario queda conectado mediante la siguiente línea:
| Línea | Trayecto                                                                    | Recorrido                                                        | Frecuencia            | Paradas |
| ----- | --------------------------------------------------------------------------- | ---------------------------------------------------------------- | --------------------- | ------- |
|       | San Pedro-Los Llanos del Águila-Parque Lineal-Parque Empresarial Campollano | Recorrido Archivado el 25 de febrero de 2014 en Wayback Machine. | 15-20 minutos minutos | 37 y 38 |

## Características
El presupuesto anual del centro asciende a 5 millones de euros. El hospital atiende a unos 130 pacientes en los diferentes servicios que presta, tanto en las instalaciones del centro como en el domicilio de los enfermos. El personal, formado por unas 90 personas, está integrado por psiquiatras, enfermeros, auxiliares de enfermería psiquiátrica, así como por personal de limpieza, lavandería, seguridad, cocina y administración. El hospital está integrado en el Complejo Hospitalario Universitario de Albacete junto al resto de los hospitales públicos de la ciudad.

## Dispositivos
Los dispositivos asistenciales de Salud Mental en el centro hospitalario son la Unidad de Media Estancia (UME), el Programa de Tratamiento Asertivo Comunitario y el Hospital de Día de Adultos.